# Niterra Materials
株式会社Niterra Materials（ニテラマテリアルズ）は、横浜市に本社を置く、日本特殊陶業の子会社である。電子機器・医療機器用の磁性部品や化学材料、無機ELなどの製品を製造している。

## 沿革
2003年に、株式会社東芝から分社独立し、東芝マテリアルとなる。
2024年11月、日本特殊陶業は2025年5月30日を目処に東芝マテリアルの全株式を東芝から取得し、買収する予定であることを発表した。
2025年6月2日 - 日本特殊陶業が、東芝から東芝マテリアルの全株式を取得、社名を「株式会社Niterra Materials」に変更した。

## 主な製品
- ファインセラミックス
  - 窒化ケイ素、窒化アルミニウムなど
- 蛍光材料応用製品
  - 工業用シンチレータ
  - X線撮影用増感紙・蛍光板
  - 無機ELパネル
- 磁性材料部品
  - アモルファス合金磁性部品
  - 極低温磁性蓄冷材料
  - 希土類コバルト磁石
- 高純度金属
- タングステン・モリブデン
- 特殊金属材料部品